# Delta-Northwest Airlines

## Flota

### Delta Air Lines Company

#### Delta Airlines

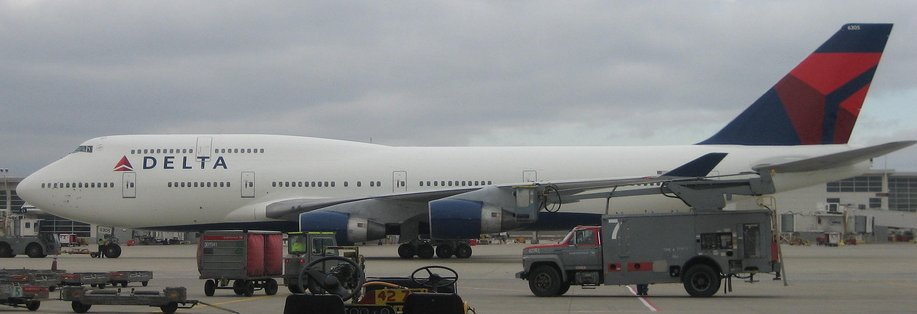
Boeing 747 de Delta Airlines

*Primera Clase (First Class) es ofrecida en Vuelos de cabotaje y BusinessElite en Vuelos Transatlánticos y Transoceánicos.

#### Comair
- 168 Bombardier Canadair CRJ-700ER

#### Delta Shuttle y Delta Air Ellite
- 32 ATR-72
- 57 CRJ-200ER
- 44 Embraer E-Jet 190

### Northwest Airlines
*Se ofrece Primera clase en la mayoría de vuelos de cabotaje.  Se ofrece World Business Class  en vuelos Trans-atlánticos/Trans-pacíficos.